# Savage Streets
Savage Streets (conocida en México como Calles Salvajes) es una película de acción de 1984 dirigida por Danny Steinmann y protagonizada por Linda Blair, John Vernon, Robert Dryer, Johnny Venocur, Sal Landi, Scott Mayer, Debra Blee, Lisa Freeman, Marcia Karr, Luisa Leschin, Linnea Quigley e Ina Romeo.

## Argumento
Brenda (Linda Blair) es una adolescente problemática que junto a sus amigas recorre las calles por la noche. En una ocasión, se topan con un grupo de vagos liderados por Jake, los cuales las molestan. Por dicha razón, ellas les roban el auto y después lo llenan de basura. Pero los vagos se vengarán violando a Heather, la hermana menor de Brenda, y más tarde asesinan a Francine, la mejor amiga de Brenda. Al enterarse de que Jake y sus amigos fueron los culpables de la violación de Heather y el asesinato de Francine, Brenda tomará venganza.

## Reparto
- Linda Blair	        ... 	Brenda
- John Vernon	        ... 	Director Underwood
- Robert Dryer	        ... 	Jake
- Johnny Venocur	        ... 	Vince
- Sal Landi 	        ... 	Fargo
- Scott Mayer	        ... 	Red
- Debra Blee	        ... 	Rachel
- Lisa Freeman	        ... 	Francine
- Marcia Karr	        ... 	Stevie
- Luisa Leschin	        ... 	Maria
- Linnea Quigley	        ... 	Heather
- Ina Romeo	                ... 	Stella
- Jill Jaxx	                ... 	Mesera
- Mitch David Carter	... 	Greg
- Richard DeHaven	        ... 	Richie
- Bob DeSimone	        ... 	Sr. Meeker
- Susan Dean	        ...     Enfermera
- Joy Hyler	                ... 	Madre de Brenda
- Brian Frishman	        ... 	Wes
- Catherine McGoohan	... 	Store Manager
- Sean O'Grady	        ... 	Fadden
- Rebecca Perle	        ... 	Cindy
- Paula Shaw	        ... 	Charlene
- Kristi Somers	        ... 	Valerie
- Troy Tompkins	        ... 	Bobby
- Perla Walter	        ... 	Rita
- Judy Walton	        ... 	Sta. Young
- Carole Ita White	        ... 	Sta. Jenkins
- Louis Zito	        ... 	Padre de Vince